# Cally's Comet
Cally's Comet est un film muet américain de court métrage en noir et blanc, de réalisateur inconnu, dont le scénario a été écrit par Lloyd Lonergan, sorti le 18 avril 1911.
Le film, produit par la Thanhouser Company, a notamment pour interprète William Garwood, acteur renommé de l'époque.

## Source de la traduction
- (en) Cet article est partiellement ou en totalité issu de l’article de Wikipédia en anglais intitulé « Cally's Comet » (voir la liste des auteurs).